# Seth Ward (Teksas)
Seth Ward je naseljeno mjesto za statističke potrebe u američkoj saveznoj državi Teksas. Prema popisu stanovništva iz 2010. u njemu je živjelo 2.025 stanovnika.